# Achyronychia cooperi
Espèce
Achyronychia cooperi est une espèce de plante appartenant à la famille des Caryophyllacés.